# Louisville (Kentucky)
Louisville város az Amerikai Egyesült Államokban, Kentucky államban.
Louisville Kentucky állam legnagyobb városa, az Egyesült Államokban a 17. vagy 27. a meghatározás módszerétől függően. A települést, melyből Louisville városa kialakult 1778-ban alapította George Rogers Clark. Nevét a város XVI. Lajos francia királyról kapta. Louisville ad otthont „a sport legizgalmasabb két percének”, a Kentucky Derbynek, amely széles körben népszerű lóverseny.
A város Kentucky északi részén helyezkedik el, Indiana állam határához közel. A környéken található a Falls of the Ohio természetvédelmi körzet is. Louisville Jefferson megye központja. Habár Louisville egy déli államban helyezkedik el, a város kultúrájára egyaránt jellemzőek a közép-nyugati és déli hatások. Gyakran emlegetik a legészakibb déli városnak, vagy a legdélibb északi városnak az Egyesült Államokban.
A történelem során rengeteg újítás és felfedezés kezdte világhódító útját Louisville-ben. Híres polgárai közé tartozott a feltaláló Thomas Edison, a box-legenda Muhammad Ali, a színész Tom Cruise és az író Hunter S. Thompson, valamint Sue Grafton. Emlékezetes esemény az első Edison villanykörte nyilvános bemutatása, az első afroamerikai könyvtár megnyitása délen, az első kézfejátültetés, az első önálló műszívbeültetés, és a méhnyakrák elleni szérum kifejlesztése.

## Éghajlata
| Hónap                         | Jan. | Feb. | Már. | Ápr. | Máj. | Jún. | Júl. | Aug. | Szep. | Okt. | Nov. | Dec. | Év   |
| ----------------------------- | ---- | ---- | ---- | ---- | ---- | ---- | ---- | ---- | ----- | ---- | ---- | ---- | ---- |
| Átlagos max. hőmérséklet (°C) | 5,8  | 8,4  | 14,1 | 20,1 | 24,7 | 29,3 | 31,2 | 30,9 | 27,2  | 20,8 | 14,1 | 7,3  | 19,5 |
| Átlagos min. hőmérséklet (°C) | −3,1 | −1,3 | 3,1  | 8,3  | 13,7 | 18,7 | 20,9 | 20,1 | 15,7  | 9,2  | 4,0  | −1,3 | 9,1  |
| Átl. csapadékmennyiség (mm)   | 82   | 81   | 106  | 102  | 134  | 96   | 104  | 85   | 78    | 82   | 91   | 97   | 1137 |
| Havi napsütéses órák száma    | 139  | 149  | 189  | 222  | 263  | 288  | 294  | 272  | 234   | 207  | 135  | 117  | 2509 |
| Forrás: NOAA                  |      |      |      |      |      |      |      |      |       |      |      |      |      |

## Galéria
|  |  |  |  |  |  |  |

## Testvérvárosok
- Kína, Jiujiang
- Argentína, La Plata
- Németország, Mainz
- Franciaország, Montpellier
- Oroszország, Perm
- Ecuador, Quito
- Ghána, Tamale

## Fordítás
- Ez a szócikk részben vagy egészben  a   Louisville, Kentucky című angol Wikipédia-szócikk fordításán alapul.  Az eredeti cikk szerkesztőit annak laptörténete sorolja fel. Ez a jelzés csupán a megfogalmazás eredetét és a szerzői jogokat jelzi, nem szolgál a cikkben szereplő információk forrásmegjelöléseként.